# Snorke Anka
Snorke Anka (orig. Abner "Whitewater" Duck) Seriefigur. I serierna om Kalle Anka är Snorke skogshuggare och kusin till Kalle. Han skapades av Carl Barks 1962.

## Karaktärshistoria
Whitewater Duck dök upp för första gången i Barks' Kalle Anka som flottarbas (Log Jockey) från december 1962, där han presenterades som Kalles "avlägsna kusin" (distant cousin, vilket på engelska snarast betyder "avlägsen släkting"). När serien senare kom i svensk översättning fick han heta Snorke Anka.
Barks kom aldrig att använda Snorke igen, men när Don Rosa 1993 presenterade sitt släktträd över ankorna fanns Snorke, precis som de flesta ankor Barks nämnt, medtagen. Rosa hade dock valt att inte inkludera Barks uppgift att Snorke var en avlägsen kusin till Kalle, utan presenterade honom istället till son till en annan Barksskapelse; Kalles farbror Unkas Anka. En kvalificerad gissning är att detta beslut hade att göra med trädets grafiska utformning - det fanns inte rum för alltför avlägsna släktingar. Vidare lät Rosa Whitewater vara ett smeknamn och kallade honom Abner "Whitewater" Duck. På svenska behöll han dock sitt namn från Barks-serien.
Hittills har Rosa inte använt Snorke igen, men han har medverkat i en serie av Lars Jensen och Daniel Branca: Smartare än de smarta (Smarter Than The Toughies).

## Levnadsbeskrivning

### Den vedertagna versionen
I Don Rosas version är Snorke bror till Knase Anka och son till Unkas Anka och Lucinda Lom.
Snorke tillhör släkten Ankas doldisar. Han förefaller jämngammal med sin kusin Kalle Anka, vilket skulle innebära att han är född omkring 1920. Troligen växte han upp utanför Ankeborg - vi kan i alla fall säga säkert att han under sitt vuxna liv inte bodde där. 
Inte heller vet vi hur nära kontakt Snorke hade med sina ankeborgska släktingar, men någon gång på 1950-talet fick han besök av sin kusin Kalle och träffade för första gången Kalles syskonbarn Knatte, Fnatte och Tjatte. Vid detta laget hade han också börjat jobba som skogshuggare. Besöket förlöpte dock inte så bra, utan slutade med att släktingarna hastigt lämnade Snorke, och, så vitt man känner till, återkom de inte igen.
Hur och när Snorkes slutade sitt liv vet vi inte, och inte heller är det känt om han gifte sig eller fick några barn.

### Alternativa tolkningar
2004 dök Snorke upp i en historia tecknad av Daniel Branca. Till karaktären är han fortfarande samma anka som i Barks tolkning, men serien följer inte Rosas släktträd. Här är Snorke istället brorson till Joakims kusin Dunstan von Anka.
Ankistiska försök att sammanfoga Brancas serie med Rosas släktträd har bl.a. gett upphov till förklaringen att Snorkes mamma har en syster som är gift med Dunstan von Anka. Därmed skulle Snorke bli såväl Kalles kusin, som Dunstans (ingifta) syskonbarn.